# Almatret
Almatret è un comune spagnolo di 463 abitanti situato nella comunità autonoma della Catalogna.

## Storia

### Simboli
Lo stemma di Almatret è stato approvato ufficialmente il 26 maggio 1988. La mano è un'arma parlante in riferimento alla parte centrale del nome del paese mà, "mano" en catalano.